# St. Georg (Göggelsbuch)

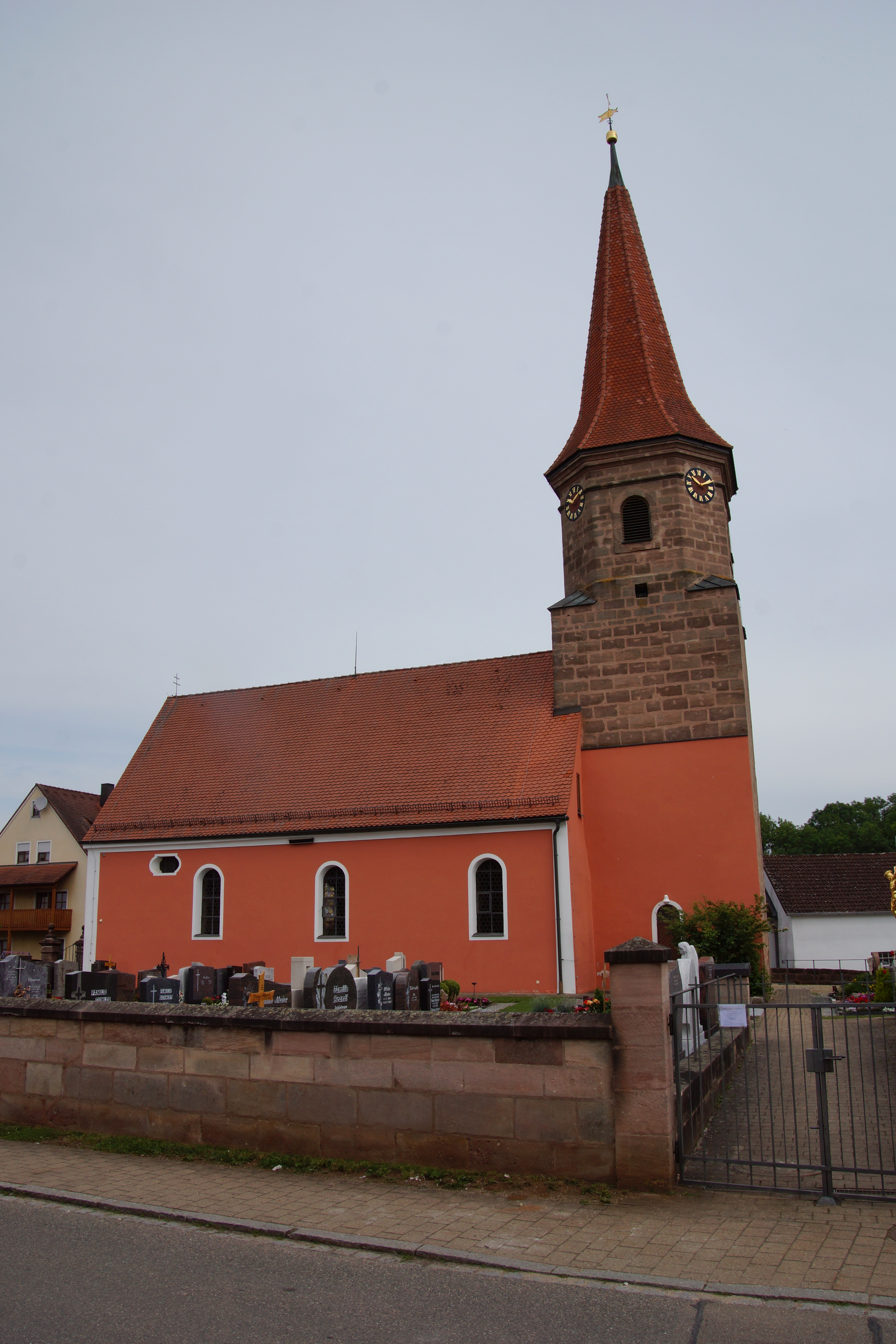
St. Georg (Göggelsbuch)

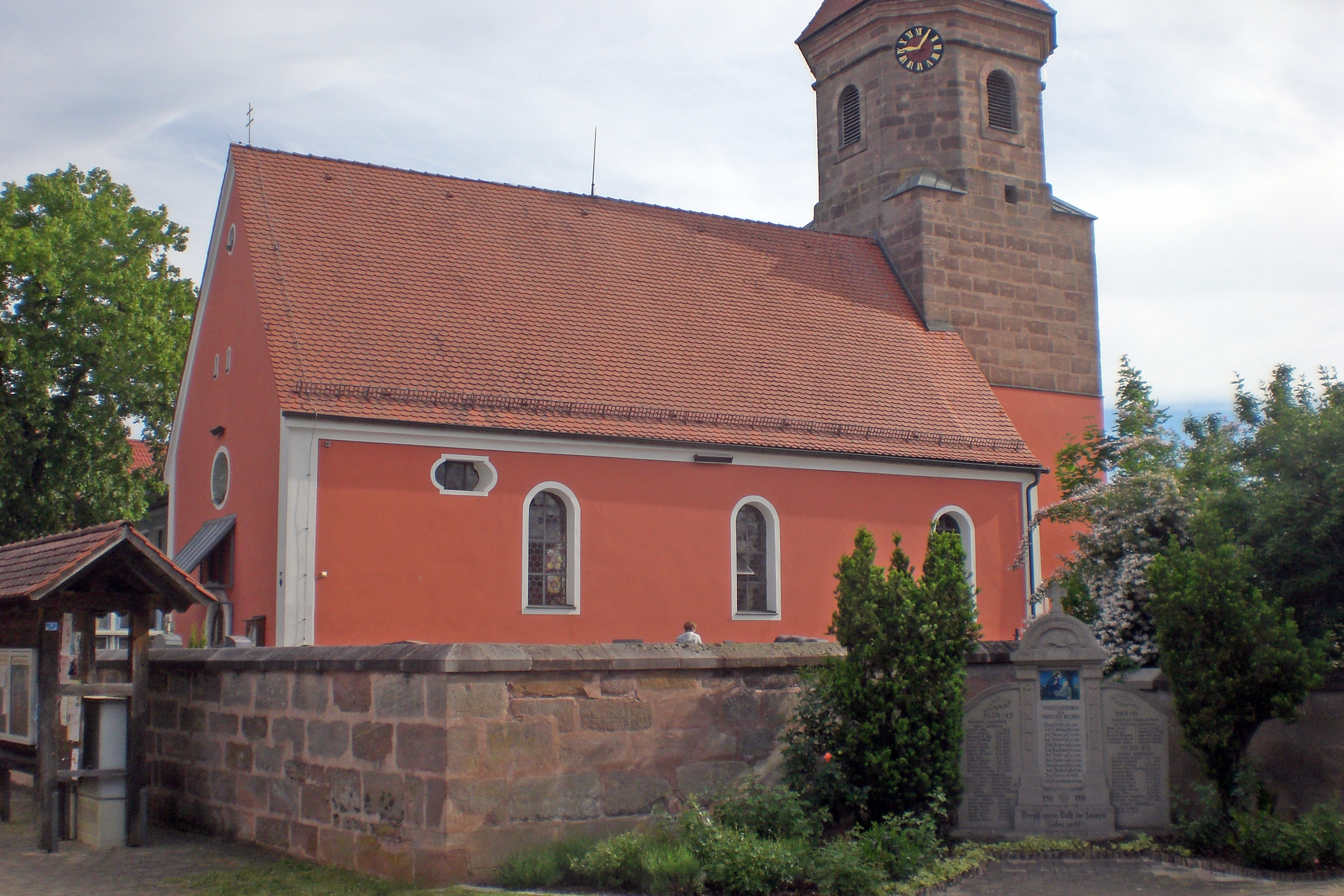
Kirchenschiff (2024)

Die römisch-katholische Expositur St. Georg ist ein denkmalgeschütztes Kirchengebäude, das in Göggelsbuch steht, einem Gemeindeteil des Marktes Allersberg im Landkreis Roth (Mittelfranken, Bayern). Das Bauwerk ist unter der Denkmalnummer D-5-76-113-58 als Baudenkmal in der Bayerischen Denkmalliste eingetragen. Die Kirche gehört zur Pfarrei Allersberg im Dekanat Roth-Schwabach des Bistums Eichstätt.

## Beschreibung
Die unteren, gotischen Geschosse des Kirchturms sind verputzt, wie das 1684 gebaute Langhaus und der gleich breite Chor, die mit einem gemeinsamen Satteldach bedeckt sind. Der Kirchturm, der Chorturm des Vorgängerbaus, ist aus der Achse des Langhauses nach Norden verschoben. Die beiden oberen Geschosse des Kirchturms bestehen aus Quadermauerwerk. Das oberste Geschoss ist achteckig und beherbergt die Turmuhr und den Glockenstuhl. Darauf sitzt ein achtseitiger, spitzer Helm. Der Innenraum des Langhauses ist mit einer Flachdecke überspannt, der des Chors, der die Sakristei beherbergt, quer mit einem Tonnengewölbe. Zur Kirchenausstattung gehören der um 1730 gebaute Hochaltar, die bereits um 1700 gebauten Seitenaltäre und die Ende des 18. Jahrhunderts gebaute Kanzel. Die Orgel mit 9 Registern, 2 Manualen und einem Pedal wurde 2013 von der Orgelbau Sandtner gebaut.

## Geschichte
Bis 1627 gehörte die Kirche zur Pfarrei Ebenried. Danach kam die Kirche zu Pfarrei Hilpoltstein.
Am 7. Juli 1928 wurde die Expositur mit den Orten Eismannsdorf, Fäßleinsberg, Grashof, Hasenbruck, Lampersdorf, Riedersdorf und Zwiefelhof errichtet. 1930 kam Schönbrunn hinzu.